# Macui Ivane
Macui Ivane (松井 石根; Hepburn: Iwane Matsui; 1878. július 27. – 1948. december 23.) japán katona. A Japán Császári Hadsereg tábornokaként szolgált a második kínai–japán háború idején. Egysége hajtotta végre a több százezer áldozatot követelő nankingi mészárlást, ezért a háború után a tokiói perben halálra ítélték és felakasztották.

## Élete

### Fiatalkora
Macui 1878. július 27-én született Aicsi prefektúra területén, mint egy volt szamuráj család hatodik gyermeke. Felmenői az Ovariban birtokos Tokugava daimjócsaládot szolgálták. 1897-ben évfolyammásodikként végezte el a Japán Császári Katonai Akadémiát. Osztálytársai között volt Abe Nobujuki leendő miniszterelnök, Araki Szadao, Maszaki Dzsinzaburó és Hondzsó Sigeru későbbi tábornokok. 1904-ben a Japán Vezérkari Akadémiát is elvégezte. Ezután részt vett az orosz–japán háborúban, Mandzsúria területén harcolva.

### Katonai karrierje
1915-ben a 22. gyalogosezredhez nevezték ki, majd ugyanebben az évben a Központi Vezérkar tagja lett, amelynél 1919-ig maradt. Ezután ismét a 22. ezredhez került, ám még ugyanebben az évben kinevezték a 29. ezred parancsnokává, amelyet 1921-ig töltött be. Ekkor a Vlagyivosztoki Expedíciós Haderő vezérkarába helyezték át, és ilyen minőségben vett részt a szibériai intervencióban. 1922 és 1924 között a mandzsúriai Harbini Különleges Hírszerző Ügynökség vezetője volt. 1924-ben a 35. dandár parancsnoka lett, majd 1925-ben ismét a Központi Vezérkarhoz került, ekkor már mint a 2. iroda vezetője. Ezt a tisztséget 1928-ig töltötte be, ezután egyszerű tagja lett a vezérkarnak egy éven keresztül. 1929-ben a 11. hadosztály parancsnokává nevezték ki, majd 1931-ben ismét a vezérkarhoz került. Még ugyanebben az évben a genfi leszerelési konferencia Japán küldöttségének egyik tagja volt. Ezután ismét a vezérkarnál szolgált, majd 1933-ban megkapta a tábornoki rendfokozatot. Ezután 1934-ig a Tajvani Katonai Körzet parancsnokaként tevékenykedett. Még egy évig volt ezután a Legfelsőbb Haditanács tagja, majd 1935-ben leszerelt a hadseregtől.

### Második kínai–japán háború

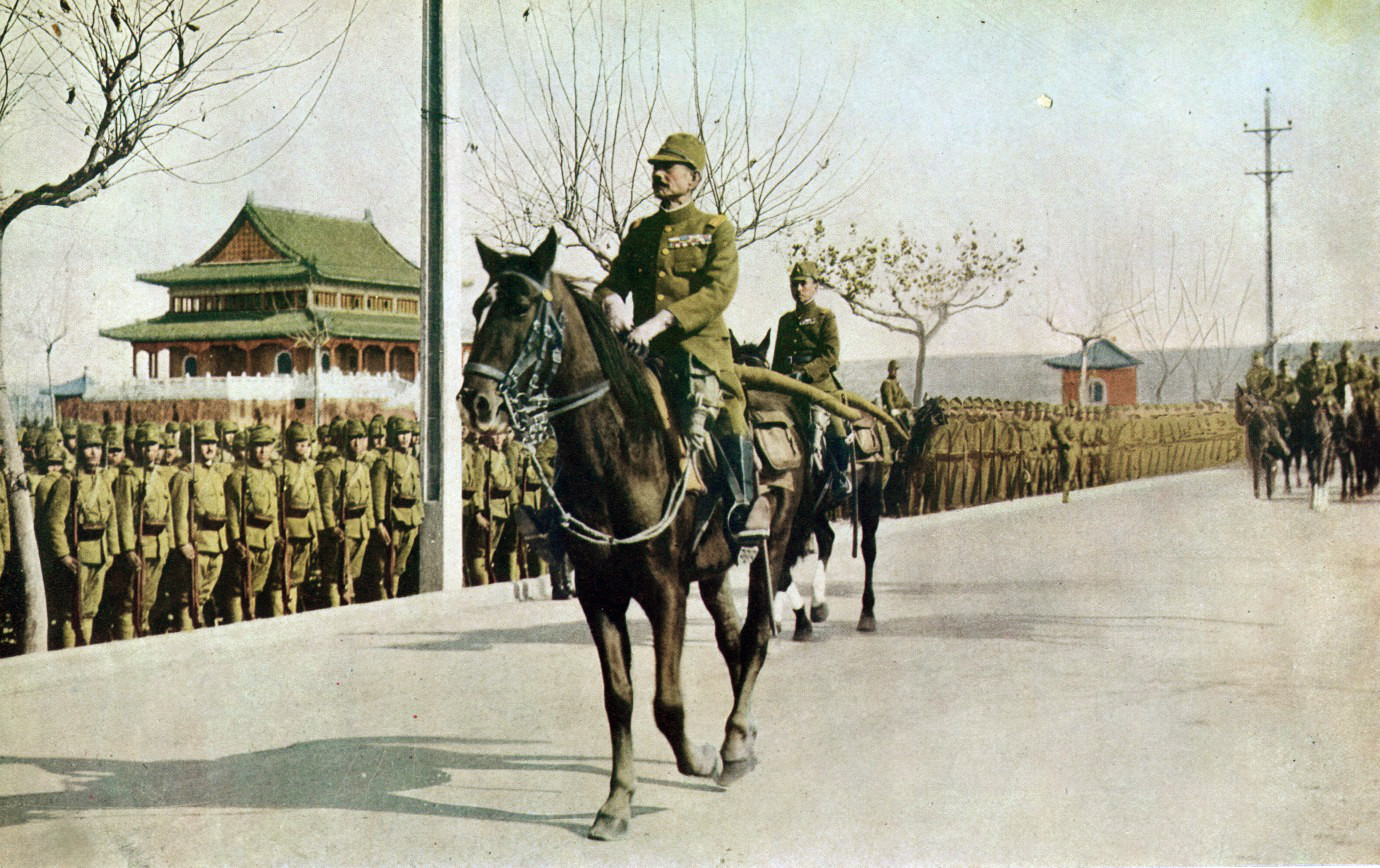
Macui december 17-én ünnepélyesen bevonul az elfoglalt Nankingba

1937 nyarán, a második kínai–japán háború kitörése után visszahívták az aktív szolgálatba, és Hirohito japán császár 1937. augusztus 15-én személyesen nevezte ki a közép-kínai hadsereg vezetőjévé, amely magában a sanghaji expedíciós haderőt és a 10. hadosztályt jelentette. Ezekkel az erőkkel előbb a véres sanghaji csatában vett részt, majd a Kuomintang fővárosa, Nanking ellen indult. Bár a kormány és a főparancsnokság nem kívánta a háború eszkalálódását, Macui figyelmen kívül hagyta ezt, és erőivel bekerítette a kínai fővárost.
A japán erők 1937 decemberének elején érték el várost, és december 12-én megrohanták annak déli kapuját és 13-án bevonultak a városba. A hátrahagyott 50 000 fős helyőrség vagy elmenekült vagy fegyvereit eldobálva, civil ruhában vegyült a lakosság közé. A bevonuló japán erők nagyméretű vérengzést rendeztek, sok kínai civillel végezve és nőket megbecstelenítve. Ez az esemény később a nankingi mészárlás vagy a Nanking megbecstelenítése nevet kapta. Macui csak négy nappal később, december 17-én vonult be ünnepélyesen a városba, és egy hetet itt töltött. Ekkor szembesült emberei viselkedésével, akik korábbi rendelkezéseit megszegve kezdtek fosztogatásba és mészárlásba. Mivel a kérdéses esemény idején tuberkulózisban szenvedett, így szerepe az eseményekben, és azok megállításának elmaradásában mind a mai napig vita tárgya.
1938-ban az események okozta komoly nemzetközi visszhang hatására hazahívták, majd ismét leszerelték a hadseregből, ám felelősségre nem vonták. Macuit erős bűntudat gyötörte a nankingi szörnyűségek miatt, így szülővárosában, Atamiban egy dombon szentélyt emeltetett a meggyilkolt nankingiak emlékére. A szentélyben az irgalom buddhista istennője, Kannon kapott helyet, akinek szobrát a Jangcéból hozatott több zsáknyi agyagból és japán földből égették ki. A Macui család sintó papnőt bérelt fel azért, hogy a szobor előtt engesztelő imákat mondjon az elhunytak emlékére.

### Pere
A Japánt megszálló amerikai erők több vezető japán politikussal és katonatiszttel egyetemben letartóztatták Macuit is, és a Távol-keleti Nemzetközi Katonai Törvényszék elé állították háborús bűncselekmény vádjával. A fő vád ellene az volt, hogy nem fékezte meg embereit Nanking elfoglalása után, és ezzel hozzájárult a nankingi mészárláshoz, vagyis sok tízezer ártatlan kínai halálához. Habár Macui megpróbált azzal védekezni, hogy a kérdéses időpontban tuberkulózis miatt nem volt képes hathatósan fellépni, ezt a bíróság nem fogadta el, és az eseményekben játszott közvetett szerepe miatt kötél általi halálra ítélte. 1948. december 23-án, 70 éves korában akasztották fel a Szugamói börtönben hat másik elítélttel együtt: Tódzsó Hideki volt miniszterelnök, Doihara Kendzsi, Hirota Kóki, Itagaki Szeisiró, Kimura Heitaró és vezérkarának volt tagja, Mutó Akira.